# اریانه
شهر اَریانه مرکز استان اریانه کشور تونس است.